# Важкий вік
«Важкий вік» (англ. Girl in Progress) — кінофільм режисера Патрісії Рігген, що вийшов на екрани в 2012 році.

## Зміст
Грейс — мати одиначка. Вона дуже зайнята і розривається роботою, рахунками, і одруженим доктором Хартфордом, щоб дати її дочці увагу, якої вона сильно потребує. Коли вчитель англійської мови дочки, пані Армстронг, знайомить своїх учнів з класичними історіями швидкого повноліття, донька Грейс надихається, щоб продовжити своє життя без мами. У той час, коли Грейс стурбована зростаючою прихильністю свого співробітника, її донька заручається підтримкою своєї вірної подруги Тавіти, щоб допомогти їй у її короткому шляху до «дорослого життя». Але Грейс і її дочка повинні зрозуміти, що дорослішання означає поводити себе відповідно віку.

## Ролі
| Актор             | Роль           |
| ----------------- | -------------- |
| Єва Мендес        | -              |
| Меттью Модайн     | -              |
| Сьєрра Рамірес    | -              |
| Патриція Аркетт   | пані Армстронг |
| Евхеніо Дербес    | -              |
| Рейні Родрігез    | -              |
| Расселл Пітерс    | -              |
| Лендон Лібуарон   | -              |
| Бренна О'Брайен   | -              |
| Ана Марія Естрада | -              |

## Знімальна група
- Режисер — Патрісія Рігген
- Сценарист — Ирам Мартінес
- Продюсер — Джон Фідлер, Бен Одель, Грег Кут
- Композитор — Крістофер Леннерц